# Zorzines acutigoniata
Zorzines acutigoniata là một loài bướm đêm trong họ Noctuidae.